# II. Theudebert frank király
II. Theudebert (586 – 612 [július után]) frank király Austrasiában 596-tól 612 júliusáig.
Édesatyját, II. Childebertet követte a trónon, öccse, Theuderich pedig Burgundia királya lett. Gyermekként életük veszélyben forgott, ugyanis I. Chilperich (II. Childebert nagybátyja) felesége, Fredegunda azt remélte, hogy eltetetheti láb alól a két gyermekkirályt, és megszerezheti a trónt saját fia, II. Chlothar számára. Ez Fredegunda korai halála (597) miatt nem történt meg.
A két király előbb összefogott unokatestvérük, a neustriai II. Chlothar ellen, akitől 599-ben vagy 600-ban Dormelles-nél (Montereau közelében) vereséget szenvedtek, majd egymással is viszályba keveredtek. Amikor Chlothar 605-ben megtámadta Burgundiát, Austrasia semleges maradt. Theudebert 610-ben csellel elfogta Theuderichet, és Elzász átengedésére kényszerítette. Theuderich erre szövetséget kötött Chlotharral, és megszállta Austrasiát. Foglyul ejtette Theudebertet, és kiadta őt a korábban az udvarból elűzött nagyanyjuknak, Brünhildének, aki kolostorba kényszerítette. Néhány nap múlva megölték a volt királyt. Kisfiának, Meroväusnak fejét Theuderich egy sziklán zúzatta szét.